# Partido Alianza Patriótica Hondureña
El Partido Alianza Patriótica Hondureña es un partido político hondureño de carácter conservador, fundado el 21 de abril de 2012 por el exgeneral Romeo Vásquez Velásquez, exjefe del Estado Mayor Conjunto de las Fuerzas Armadas de Honduras.

## Historia
Participó en las elecciones generales de Honduras de 2013 con Romeo Vásquez como candidato presidencial, quien sólo obtuvo 6,105 votos. Ya que el partido no ganó ningún diputado al Congreso Nacional ni alcanzó el 2% de los votos requeridos por la ley, el Tribunal Supremo Electoral canceló su personalidad jurídica en mayo de 2014. Sin embargo, en enero de 2016, la Sala de lo Constitucional de la Corte Suprema falló a favor de este instituto político, dejando sin efecto la resolución del Tribunal Electoral.
Para las elecciones generales de 2017 el partido logró ganar 4 diputados al Congreso; mientras que el candidato presidencial, una vez más Romeo Vásquez, obtuvo 6,517 votos. Las autoridades del partido habían impugnado sin éxito el uso exclusivo de la palabra "alianza" al conformarse la Alianza de Oposición Libre-Pinu para esas elecciones.

## Ideología
El partido se posiciona en la centroderecha política, caracterizándose como un partido conservador con una abierta posición militarista, anticomunista, y nacionalista estos se debe gracias a la postura política de su fundador el general Romero Vásquez. Este ha abogado por el apoyo a las fuerzas armadas de Honduras.

## Historial electoral
| Elección | Candidato               | Votos                                     | % del total                               | Diputados al Parlacen                     | Diputados al Congreso Nacional (de 128)   | Alcaldías                                 | Conserva el registro |
| -------- | ----------------------- | ----------------------------------------- | ----------------------------------------- | ----------------------------------------- | ----------------------------------------- | ----------------------------------------- | -------------------- |
| De 2013  | Romeo Vásquez Velásquez | 6,105                                     | 0.20 %                                    | 1/20                                      | 0/128                                     | 0/298                                     | No                   |
| De 2017  | Romeo Vásquez Velásquez | 6,517                                     | 0.20 %                                    | 1/20                                      | 4/128                                     | 1/298                                     | No Aplica            |
| De 2021  | Romeo Vásquez Velásquez | 6,556                                     | 0.20 %                                    | 0/20                                      | 0/128                                     | 1/298                                     | Sí                   |
| De 2025  | Romeo Vásquez Velásquez | No cumplió los requisitos de inscripción. | No cumplió los requisitos de inscripción. | No cumplió los requisitos de inscripción. | No cumplió los requisitos de inscripción. | No cumplió los requisitos de inscripción. | No                   |